# Marano Marchesato
Marano Marchesato é uma comuna italiana da região da Calábria, província de Cosenza, com cerca de 2.558 habitantes. Estende-se por uma área de 5 km², tendo uma densidade populacional de 512 hab/km². Faz fronteira com Castrolibero, Marano Principato, Rende.

## Demografia
| Variação demográfica do município entre 1861 e 2011                               |
|                                                                                   |
| Fonte: Istituto Nazionale di Statistica (ISTAT) - Elaboração gráfica da Wikipedia |